# Eatonica josettae
Eatonica josettae is een haft uit de familie Ephemeridae. De wetenschappelijke naam van de soort is voor het eerst geldig gepubliceerd in 1969 door Demoulin.
De soort komt voor in het Afrotropisch gebied.